# Гурка (колбаса)
Гурка — венгерское, словацкое и украинское блюдо, разновидность домашней колбасы, в качестве начинки для которой могут использоваться: свиная кровь, лёгкие, печень, сало, а также рис, пшено, кукурузная крупа, лук и т. д.
Существуют различные варианты приготовления такой колбасы.
Гурка гуцульская готовится из варёной кукурузной крупы, смешанной со свиными шкварками, обжаренным на смальце луком, чёрным перцем и солью.
Гурка домашняя готовится из отваренных и пропущенных через мясорубку свиных лёгких и печени, смешанных со шкварками и варёным рисом, и приправленных молотым чёрным перцем и солью.
Гурка кровяная закарпатская, в отличие от кровянки, готовится из сваренной свиной крови, смешанной со шкварками и обжаренным луком, пропущенной через мясорубку, а затем смешанной с варёным рисом.
Подготовленным фаршем начиняют свиную кишечную оболочку, колбасы вначале отваривают, а затем запекают в духовке или печи, или же обжаривают на сковороде на смальце.